# Мартенс, Георг фон
Георг фон Мартенс (нем. Georg von Martens) — немецкий юрист, путешественник и натуралист.  
Служил чиновником Королевства Вюртемберг, в том числе в  Министерстве юстиции и внутренних дел. Достиг должности канцлера. 
Собирал ботанические коллекции на Юго-Востоке Вюртемберга, затем проводил исследования водорослей, в их числе происходящих из Юго-Восточной Азии. 

## Биография
Георг изучал право в Тюбингенском университете, где также посещал лекции натуралиста Карла Фридриха Кильмейера и астронома Иоганна Готлиба Фридриха фон Боненбергера.
С 1818 по 1821 год Георг фон Мартенс работал в Ульме, затем поселился в Штутгарте, где в 1829 году стал официальным переводчиком итальянского, испанского и португальского языков в Министерстве юстиции и внутренних дел. С 1836 года носил титул советника.
Как ботаник он собирал образцы из южной Германии, Австрии и северной Италии. В 1832 году вместе с Густавом Шюблером Мартенс проводил ботанические исследования в юго-восточной части Вюртемберга. Его европейские коллекции впоследствии стали частью «Naturaliencabinet» в Штутгарте. Мартенс также известен своими исследованиями пресноводных и морских водорослей, особенно видов тех, которые обитают в Восточной Азии.
В 1862 году Георг фон Мартенс получил почетную степень естествоиспытателя в Тюбингенском университете.
В 1841 году в его честь был назван род красных водорослей «Martensia» (семейство «Delesseriaceae»).
Являлся отцом зоолога Эдуарда фон Мартенса (1831—1904).